# Skarfjellenden
Skarfjellenden (deutsch: „Das Ende des Skar-Berges“ oder „Das Ende des Skarfjells“) ist ein 1285 Meter hoher Berg auf der Grenze zwischen der Kommune Rauma und der Kommune Fjord, Fylke Møre og Romsdal in Norwegen.

## Geographische Lage
Der Skarfjellenden liegt südöstlich des Gebirgspasses Alnesreset. Seine West-, Süd- und Osthänge befinden sich in der Kommune Fjord, sein Nordhang liegt in der Kommune Rauma. Die Landschaft südöstlich des Skarfjellenden heißt Skarfjellet. Östlich des Skarfjellenden beginnt der Reinheimen-Nationalpark. Nordwestlich des Skarfjellenden erhebt sich der 1665 Meter hohe Alnestinden, nordöstlich der 1583 Meter hohe Stigbotthornet. Nördlich des Skarfjellenden liegt der See Alnesvatnet mit dem Alnesvatnetdalen, östlich der See Isglupen und südlich das Langfjelldalen. Westlich des Skarfjellenden verläuft der Trollstigen vom Isterdalen bis zum Pass Alnesreset auf 868 Meter, wo er sich durch das Meiadalen Richtung Valldal fortsetzt. Manchmal wird der Skarfjellenden mit Sørlige Skarfjellenden (= südlicher Skarfjellenden) bezeichnet und eine etwa ein Kilometer Luftlinie nordöstlich aufragende 1386 Meter hohe Bergspitze mit Skarfjellenden. Beide Bergspitzen sind durch einen Grat verbunden.

## Tourismus
Vom Pass Alnesreset führt ein Wanderweg auf den Sørlige Skarfjellenden und weiter auf den Skarfjellenden. Anschließende Rundwanderungen durch die Landschaft Skarfjellet sind von hier aus möglich.